# دانيال فريك
دانيال فريك (بالألمانية: Daniel Frick)‏ هو لاعب كرة قدم ليختنشتاني، ولد في 19 يونيو 1978. شارك مع منتخب ليختنشتاين لكرة القدم. أما مع النوادي، فقد لعب مع FC Balzers ‏.

## وصلات خارجية
- دانيال فريك على موقع قاعدة بيانات كرة القدم.إي يو (الإنجليزية)
- دانيال فريك على موقع ناشيونال فوتبول تيمز (الإنجليزية)
- دانيال فريك على موقع عالم كرة القدم.نت (الإنجليزية)